# Pauri Garhwal
Pauri Garhwal – jeden z trzynastu dystryktów indyjskiego stanu Uttarakhand. Znajduje się w dywizji Garhwal. Powierzchnia tego dystryktu wynosi 3689 km². Stolicą dystryktu jest miasto Pauri. 

## Położenie
Na zachodzie graniczy stanem Uttar Pradesh oraz z dystryktami Haridwar, Dehradun, od północy z Tehri Garhwal i Rudraprayag, od wschodu z dystryktami Chamoli i Almora.